# Provincia de Pataz
La provincia de Pataz es una de las doce que conforman el departamento de La Libertad en el norte del Perú.
Limita por el norte con la provincia de Bolívar, por el este con el departamento de San Martín, por el sur con la provincia de Marañón en el departamento de Huánuco, por el sur y por el oeste con la provincia de Pallasca y la provincia de Sihuas en el departamento de Ancash, y por el oeste con la provincia de Santiago de Chuco y la provincia de Sánchez Carrión.
Fue creada el 2 de diciembre de 1821. Su capital es la ciudad de Tayabamba.
Tiene una superficie de 4226,5 km² distribuida en 13 distritos. Su población es de 88 038 habitantes, según el INEI al 2015, siendo la séptima provincia de La Libertad y la septuagésima sexta del Perú.

## Toponimia
Si se admite Pataz como voz procedente del quechua, derivaría de pataq → patash → patas → pataz; pataq = andén.

## Historia

### Etapa autónoma
En los diferentes distritos de la provincia, existen yacimientos arqueológicos que hacen suponer que la provincia estuvo habitada desde épocas preíncas. Es así como en el distrito Santiago de Challas existe el cementerio preínca de Huallumarca y en Pías existen las ruinas de Tamburco en forma cuadrangular, con restos de ceramios, mantos y momias de Pizuncho del Gran Pajatén. De igual manera, en el distrito de Taurija, se encuentran los restos preíncas de Yorgo, Tute‐paga y Uchus; así también, se encuentran en el distrito de Tayabamba los restos de Huaristambo (Collay); las de Araytambo y de Huarimarca, por donde pasaba el Qhapaq Ñan (camino del inca).

### Época de la influencia hispánica
Durante la época colonial española, se crearon tres corregimientos en el ámbito de esta dilatada región: el de Collay al sur, el de Pataz al centro y el de Cajamarquilla al norte. Con la abolición de los corregimientos, se fusionaron en Pataz, pertenecientes a la Intendencia de Trujillo.
Durante este periodo histórico, se desarrollaron hechos de trascendental importancia, tales como la visita del arzobispo de Lima Toribio Alfonso de Mogrovejo, en 1605 llegó al pueblo de Collay en su paso hacia el Huallaga, en aquel entonces Tayabamba era un pequeño poblado que se dedicaban a la agricultura y a la minería en las faldas de los cerros Pahuarchuco y la Caldera, se supone que fueron ellos los que construyeron una represa para el almacenamiento del agua, localizada en las alturas de Tayabamba conocida como la laguna de Gochapita, las aguas de esta represa sirve hasta ahora para regar las tierras de las faldas del cerro Pahuarchuco y los caseríos de Queros, San Pedro y Chiquiacocha.

### Época de la liberación
El apoyo económico y el contingente de sangre con la que la provincia de Pataz contribuyó con la guerra de la independencia, por haber sido muy modesta, solamente se registra la participación de algunos ciudadanos con el Ejército de los Libertadores y la ayuda pecuniaria de algunos habitantes, sobresaliendo ejemplarmente el gesto de una señora de apellido Olano que al enterarse de que el Libertador, Simón Bolívar, se encontraba en Huamachuco, mandó a sus únicos dos hijos con dinero y una carta al Libertador que decía: «Libertador, le mando todo lo que tengo para la lucha por la independencia de la patria».
En esta época, se produjo una inmensa inmigración de españoles atraídos por el oro de las muchísimas vetas existentes en casi todos los cerros de la provincia. Fue tal esta migración, que cruzaron en su totalidad la raza indígena con la española y desaparece casi en su totalidad el idioma quechua, imponiendo sus costumbres. No solamente los españoles inmigraron a estas tierras; pues levantada la restricción de ingreso al país impuesta por el gobierno español, fueron también los polacos, ingleses, rusos, franceses, italianos, portugueses que arribaron a esta provincia atraídos por el oro de las minas.

### Época independiente
Según el Reglamento Provisional del 12 de febrero de 1821, la provincia de Pataz fue creada perteneciente al departamento de Trujillo. Por ley del 21 de noviembre de 1832, pasó a formar parte del departamento de Amazonas, posteriormente con la ley de 10 de febrero de 1840 se reincorporó al departamento de La Libertad, la capital de la provincia en ese entonces fue el asentamiento minero de Parcoy. Por ley del 18 de abril de 1828, se elevó a la categoría de villa el pueblo de Tayabamba. El 28 de diciembre de 1895, se traslada la capital de la provincia de Pataz a la villa de Tayabamba. La ley de 28 de diciembre de 1895 trasladó la capital de la provincia a la villa de Tayabamba, y la ley de 27 de noviembre de 1897 elevó a esta villa al rango de ciudad.
Asegurada la independencia del Perú, en la nueva demarcación que propuso el Libertador, Simón Bolívar, fusiona los corregimientos de Pataz, Collay y Cajamarquilla, en uno solo con su capital, Pataz. Algunos años después, fue trasladada a Parcoy hasta el año 1895, que por ley del Congreso fue nuevamente trasladada la capital de la provincia a la ciudad de Tayabamba, por ser esta ciudad la más grande, próspera y por su ubicación geográfica.
Desde 2019, provincia de Pataz, en el departamento de La Libertad, se ha convertido en un epicentro de violencia en los últimos años debido al auge de la minería ilegal. Tras el aumento de los precios del oro en la post-pandemia, la minería artesanal fue reemplazada por maquinaria moderna, lo que atrajo a organizaciones criminales como Los Pulpos y el Tren de Aragua, quienes establecieron alianzas con los mineros ilegales para garantizar la protección de sus operaciones. En diciembre de 2023, un ataque a la Compañía Minera La Poderosa dejó 10 muertos y 30 heridos, mientras que las constantes destrucciones de torres de alta tensión sumaron más caos a la región.
A lo largo de 2024 y 2025, la violencia se intensificó con secuestros y asesinatos de trabajadores, junto a nuevos atentados contra mineras, lo que llevó al gobierno a decretar el estado de emergencia y suspender las actividades mineras en mayo de 2025.

## Geografía
De relieve accidentado, por la influencia de la cordillera de los Andes, y con una superficie de 4226,53 km², es la provincia de mayor extensión geográfica del departamento de La Libertad.

### Localización
La provincia Pataz se encuentra ubicada en la sierra oriental del departamento La Libertad en la margen derecha del río Marañón y al oeste de la cordillera central de los Andes, excepto el distrito Ongón y la parte oriental del distrito Huancaspata que se sitúan al este de la cordillera. Tiene a la ciudad de Tayabamba como capital provincial; ubicado a una altitud de 3203 m  s. n. m., con una extensión territorial de 4000.28 km².
Sus límites son los siguientes:
- Por el norte: Con la provincia Bolívar del departamento La Libertad.

- Por el este: Con las provincias Mariscal Cáceres y Tocache del departamento San Martín.

- Por el sur: Con la provincia Marañón del departamento de Huánuco.

- Por el oeste: Con el río Marañón que la separa de las provincias Sánchez Carrión y Santiago

de Chuco (departamento La Libertad) y las provincias Pallasca, Sihuas y
Pomabamba (departamento de Ancash).
| Noroeste: Sánchez Carrión        | Norte: Bolívar               | Nordeste: Departamento de San Martín |
| Oeste: Santiago de Chuco         |                              | Este: Departamento de San Martín     |
| Suroeste: Departamento de Ancash | Sur: Departamento de Huánuco | Sureste: Departamento de San Martín  |

### Relieve
Los rasgos geomorfológicos que presenta han sido originados por la concurrencia de singulares patrones fisiográficos y estructurales, así como diferentes procesos geodinámicos: tectónicos, erosivos y acumulativos, que han modelado su relieve y cuya acción se manifiesta también en la actualidad; debido a la acción de distintos agentes y factores geomorfológicos, cuyo producto se puede apreciar en las diferentes unidades morfológicas que se detallan a continuación:
- Altiplanicie

Ubicada en el sector sur del territorio provincial, conformado por un total de 10 886.67 ha, abarcando parte de los ámbitos territoriales de distrito Tayabamba y Ongón, cuya altitud fluctúa entre los 3800 a 4200 m s. n. m., caracterizándose por planicies estructurales y lacustres. En la que se encuentran las lagunas de Huascacocha, Huacchi, entre otras.
- Colina andina

Esta unidad comprende las colinas bajas, así como colinas contiguas o aisladas, que se ubican paralelamente a las zonas de ladera estructural; su relieve va desde pendientes suaves a moderados que se ubican paralelo al río Marañón. Asimismo, esta unidad se encuentra comprendida desde los 1800 a 2200 m s. n. m., con una superficie total de 81 296.52 ha; abarcando parte del distrito de Taurija.
- Valle estrecho

Caracterizado por la profundidad que presentan laderas de fuerte pendiente y terrazas erosionales, facilitando el desarrollo de fenómenos de solifluxión o desplazamiento masivo y lento de suelos arcillosos. Esta unidad se ha desarrollado en forma paralela de algunos ríos y quebradas; que a su vez permite el asentamiento de algunos centros poblados como Pataz, Ongón y Pías. La superficie que comprende esta geoforma es de 82 924.00 ha.
- Cadena montañosa

Unidad conformada por laderas estructurales y rocosas, gargantas, barrancos y montañas erosionales, cubiertas por una vegetación boscosa, y de violento desplazamiento de rocas, son las zonas de mayor incidencia de huaicos y aluviones, geológicamente los alineamientos montañosos coinciden con los anticlinales, comprendiendo alturas que van desde los 1900 a 4000 m s. n. m. Asimismo, en esta área geomorfológica, se ubican los ámbitos de los distritos: Tayabamba, Santiago de Challas, Urpay, Taurija, Chilia y otros; la superficie que abarca esta unidad es de 104 086.67 ha.
- Colina amazónica

Esta unidad comprende las colinas amazónicas y paralelamente las zonas de ladera estructural, su relieve va de pendientes suaves a moderados, que se han desarrollado en el terciario y cuaternario. Asimismo, esta geoforma se encuentra comprendida desde los 800 a 1800 m s. n. m., con una superficie total de 81 296.52 ha; abarcando como ámbito parte del distrito de Ongón, que está comprendido dentro de la región natural de selva.
- Ladera de montaña

Unidad que se caracteriza por la presencia de relieve accidentado, de fuerte pendiente y de fondo encañonado, que se ubica en la zona intermedia entre fondo de valle y cadena de montaña; cubriendo una superficie total de 120 482.03 ha, que está comprendido desde los 1100 a 3200 m s. n. m. Asimismo, en esta área geomorfológica se ubican los principales centros poblados de la provincia: Tayabamba, Challas, Taurija y Chilia.

### Hidrografía
La provincia de Pataz es atravesada transversalmente por ríos, quebradas y riachuelos, todas ellas perteneciente a la vertiente del océano Atlántico, para nuestro caso representaremos toda la provincia en dos subcuencas hidrográficas: Alto Marañón y Alto Huallaga. La mayoría de los ríos son tributarios de la margen derecha de río Marañón y en menor medida tributarios del río Huallaga. En torno de estos ríos, se asienta un importante porcentaje de la población y se ubican las principales áreas agrícolas y ganaderas. Los ríos Cajas y Huancas en el sur de la provincia cuentan con caudal permanente por la existencia de numerosas lagunas en sus nacientes que los alimentan de agua todo el año que llegan a desembocar en el Marañón. En las demás, los recorridos de agua son esporádicos, de régimen irregular y condicionado a las temporadas de lluvias en las partes altas, aunque permanecen afloramientos y manantiales que permiten la actividad agrícola. En general, los ríos forman parte de un relieve accidentado, escarpado, alargado y profundo, y de quebradas con fuertes pendientes.

### Clima
El clima que presenta la provincia de Pataz es variado, debido a las altitudes que oscilan entre los 700 y 4600 m s. n. m.; como no se cuenta con estación meteorológica, los datos de identificación climática son aproximados y referenciales a zonas cercanas de perfil similar. Así, se ha determinado que la temperatura sufre mucha variabilidad, entre 2 °C y 20 °C, con un promedio anual de 11 °C. Asimismo, de acuerdo a la clasificación de las ocho regiones naturales del Perú de Javier Pulgar Vidal, encontramos dentro del ámbito provincial cinco regiones naturales: yunga fluvial (zona de temple), quechua, suni, puna y selva alta.
La región yunga fluvial, conocida como temple, en la provincia se encuentra entre los 1100 y 2300 m s. n. m., de clima templado cálido con abundante precipitaciones (mayor a 400 mm³ anuales) dando origen a una flora frondosa; La región quechua, conocida como la despensa de país, se encuentra entre los 2300 y 3500 m s. n. m. de clima templado seco, con precipitaciones (mayor a 200 mm³ anuales) y con temperatura que oscila entre 11 °C y 17 °C; La región suni, conocida como alto, se encuentra entre los 3500 y 4000 m s. n. m., de clima templado frío, con precipitaciones (mayor a 800 mm³ anuales) y con temperatura que oscila entre 7 °C y 11 °C; la región puna, conocida como soroche, se encuentra entre los 4000 y 4600 m s. n. m. de clima frío, con precipitaciones (mayor a 1200 mm³ anuales) y con temperatura que oscila entre 2 °C y 7 °C; La región de selva alta, conocida como rupa rupa, se encuentra entre los 700 y 1000 m s. n. m. de clima húmedo cálido, con precipitaciones (mayor a 1400 mm³ anuales), en este piso altitudinal encontramos al único distrito de la provincia de Pataz: Ongón como parte de la región natural de la selva.
Asimismo, se pueden distinguir tres períodos climáticos definidas durante el año: de noviembre a abril, el período de lluvias intensas; entre mayo y agosto, el periodo seco, con heladas y fuertes vientos; y de septiembre a octubre, un periodo intermedio de lluvias. Sin embargo, las variaciones de las precipitaciones, debido al cambio climático que se van dando en los últimos años, resultan en años secos, intermedios y lluviosos bien diferenciados. Excepto el distrito de Ongón, por ubicarse en ceja de selva, es peculiar su manifestación de período climático de precipitaciones casi todo el año en forma regular.

## División administrativa

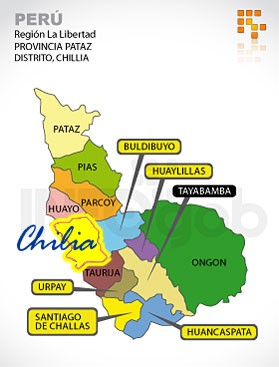
Mapa político de la provincia de Pataz con sus distritos

La provincia está dividida en trece distritos:
1. Tayabamba, creado en la época de la independencia.
2. Buldibuyo, establecido en la época de la independencia. La ley de 9 de noviembre de 1899 dio a su capital el título de villa.
3. Chilia, creado en la época de la independencia.
4. Huancaspata, fundado en la época de la independencia. La ley de 9 de noviembre de 1899, dio a su capital el título de villa.
5. Huaylillas, establecido en la época de la independencia.
6. Huayo, creado en la época de la independencia.
7. Ongón, fundado por ley de 25 de noviembre de 1876 como distrito de la provincia de Huallaga. La ley de 5 de noviembre de 1897 volvió a crear este distrito, como integrante de la provincia de Pataz.
8. Parcoy, creado en la época de la independencia.
9. Pataz, fundado en la época de la independencia.
10. Pías, establecido por Ley 12402, del 31 de octubre de 1955.
11. Santiago de Challas, fundado por Ley 24693, del 21 de junio de 1987.
12. Taurija, creado por Ley 9406, del 20 de noviembre de 1941.
13. Urpay, establecido por Ley 13173, del 10 de octubre de 1959.

## Población
La provincia tiene una población aproximada de 78 383 habitantes.

## Capital
La capital de esta provincia es la ciudad de Tayabamba a 3245 m s. n. m.
También existe la posibilidad de que uno de sus anexos, como Suyopampa, se convierta en el Nuevo Tayabamba, moderno, por la planicie y amplitud de dicho sector y la cercanía a la capital.

## Autoridades

### Regionales
- Consejero regional
  - 2019-2022:[21] Luis Alberto Rodríguez Ponce (Alianza para el Progreso)

### Municipales
- 2011-2014[22]
  - Alcalde: Omar Armando Iparraguirre Espinoza (2019-2022)
  - Alcalde: Mesías Esteban Ramos Cueva, de Partido Alianza para el Progreso (APP).
  - Regidores: Luis Alberto Segura Javes (APP), Heiner Villanueva Ponce (APP), Violeta Behlermina Mebus de Benites (APP), Javier Ramos Barros (APP), Gladis Quiroz Acuña (APP), Artemio Abel Domínguez Henríquez (APP), John William Rodríguez Sánchez (Fonavistas del Perú), Abel Adelid Espinoza Aburto (Súmate-Perú Posible), Omar Javier Quiñones Príncipe (Acción Popular).[23]
- 2007-2010: Grimaldo Vigo Morales
- 2002-2006: Melanio Caballero
- 1994-1997: Welsman Miranda Ramos
- 1990-1993 y 1998-2001: Ney Roy Miranda Ramos

### Policiales
- Comisario: Mayor PNP

### Religiosas
- Prelatura de Huamachuco[24]
  - Obispo prelado de Huamachuco: Monseñor Sebastián Ramis Torres, TOR.[25]

## Festividades
- Virgen de los Dolores
- Santo Toribio de Mogrovejo
- San Cayetano (Huancas, 7 de agosto)
- Señor Amo de la Columna (Saire, 14 de septiembre)